# Odlanier Solís
Odlanier Solís Fonté (L'Avana, 5 aprile 1980) è un pugile cubano.

## Carriera sportiva

### Carriera da dilettante
Odlanier Solís ha vinto la medaglia d'oro alle Olimpiadi di Atene 2004 ed è stato 3 volte campione mondiale dei dilettanti nel 2001, 2003 e nel 2005.

### Carriera da professionista
Solís ha debuttato tra i professionisti nei pesi massimi il 27 aprile 2007.
Dopo avere vinto 17 incontri consecutivi, il 19 marzo 2011 ha combattuto contro Vitali Klitschko per il titolo WBC dei pesi massimi venendo sconfitto per KO al primo round e infortunandosi a un ginocchio. Dal 19 maggio 2012 è campione intercontinentale IBF dei pesi massimi.